# Marc Villemain
Pour les articles homonymes, voir Villemain.
Marc Villemain, né le 1er octobre 1968 à Meaux (Seine-et-Marne), est un écrivain français. Directeur d'ouvrage aux Éditions du Sonneur (où il est notamment l'éditeur de Laurine Roux), il travaille également comme prête-plume et fut longtemps critique littéraire au sein du défunt Magazine des livres.

## Biographie
Marc Villemain vit à Loudun (Vienne), où son père est proviseur du lycée, de 1970 à 1975, puis à Châtelaillon-Plage où ce dernier prend la direction du collège nouvellement créé, enfin à Saint-Vivien à partir de 1979. Déscolarisé en 1986 après une première année au lycée d'enseignement professionnel Pierre Doriole de La Rochelle, il enchaîne les petits boulots pendant plusieurs années avant de faire ses années de lycée par correspondance et de passer le baccalauréat en candidat libre.
Il intègre ensuite l'Institut d'études politiques de Toulouse (promotion 1996). Son mémoire de 3e année, Émile Combes ou le chemin de croix du diable, sera édité par la Fondation Jean-Jaurès en 1999. En 1997, il devient assistant parlementaire d’Yvette Benayoun-Nakache, députée de la quatrième circonscription de la Haute-Garonne (Toulouse). En 1998, il intègre le cabinet de Jean-Paul Huchon, président du conseil régional d'Île-de-France, où il est chargé des discours et des relations avec le Parlement. En 1999, il devient chargé de mission auprès de François Hollande, premier secrétaire du Parti socialiste, auprès de qui il occupe la fonction de « plume ». En 2000, il rejoint le cabinet de Jack Lang, ministre de l'Éducation nationale. 
En 2002, il co-rédige l'ouvrage de Dominique Strauss-Kahn La Flamme et la Cendre.
En 2003, il publie son premier livre, Monsieur Lévy (Plon). Thierry Ardisson l'invite sur le plateau de Tout le monde en parle.
En 2009, il reçoit de la Société des gens de lettres le grand prix de la nouvelle pour son recueil Et que morts s'ensuivent (Éditions du Seuil). La même année, il crée Les 7 Mains, blog de création littéraire qu'il anime avec les écrivains Stéphane Beau, Jean-Claude Lalumière, Fabrice Lardreau, Claire Le Cam, Bertrand Redonnet et Emmanuelle Urien.
En 2011, il lance avec Éric Bonnargent le blog de critique littéraire L'Anagnoste, que rejoindra notamment l'écrivain Romain Verger.
Entre 2013 et 2014, il collabore au Salon Littéraire dirigé par Joseph Vebret, où il tient des Chroniques moratoires.
En 2020, il reçoit le prix du roman de l'Académie de Saintonge pour ses deux ouvrages Mado et Il y avait des rivières infranchissables.
En 2024, sa pièce Ostinato est montée par Dimitri Rataud au théâtre de la Huchette, avec Claude Aufaure, Ludovic Baude et Hélène Cohen.

### Vie privée
Marc Villemain est marié à l'avocate pénaliste Marie Dosé.

## Œuvres

### Romans et nouvelles
- Il faut croire au printemps, Éditions Joëlle Losfeld, Paris, mai 2023
- Ceci est ma chair, Éditions Les Pérégrines, Paris, septembre 2021  (ISBN 979-10-252-0531-0)
- Mado, Éditions Joëlle Losfeld, Paris, février 2019  (ISBN 9782072836527) — Prix du roman 2020 de l'Académie de Saintonge
- Il y avait des rivières infranchissables, Les Éditions Joëlle Losfeld, Paris, octobre 2017  (ISBN 978-2-072732-35-5)
- Ils marchent le regard fier, Le Sonneur, Paris, 2013  (ISBN 978-2-916136-59-2)
- Le Pourceau, le Diable et la Putain, Quidam Éditeur, Paris, mai 2011  (ISBN 978-2-915018-60-8)
- Et que morts s'ensuivent, Le Seuil, Paris, Février 2009  (ISBN 2020974908) — Grand prix 2009 de la nouvelle (Société des gens de lettres) ; Sélection du prix Lavinal.
- Et je dirai au monde toute la haine qu'il m'inspire, Maren Sell Éditeurs, Paris, 2006  (ISBN 9782350040462)
- Monsieur Lévy, Plon, Paris, 2003  (ISBN 9782259198714)

### Essais, articles et autres contributions
- Getz, etc., article paru dans Les mots de la musique - 222 musiciens du XXe siècle par 222 écrivains (sous la direction de Franck Médioni), Éditions Fayard, octobre 2024
- Ce jour-là, nouvelle parue dans Nouvelles du couple (sous la direction de Samuel Dock), Éditions France-Empire, mars 2014
- Over the channel (avec Fabien Persil et John Ellingsworth), éd. L'Entretemps, 2013
- Membre du comité éditorial et rédacteur pour Le Dictionnaire de la mort, sous la direction de Philippe Di Folco, coll. « In Extenso », Larousse, mars 2010
- 100 monuments 100 écrivains - Histoires de France, sous la direction d'Adrien Goetz, Éditions du Patrimoine, Centre des monuments nationaux, décembre 2009
- This was my flesh, nouvelle parue dans le recueil collectif 68's : new stories from children of the revolution, Salt Publishing, avril 2008[6]
- Les Éveilleurs d'État, nouvelle parue dans le recueil collectif Short Satori, Éditions Antidata, Paris, 2007, 179 p.  (ISBN 295198264X)
- L'Esprit clerc - Émile Combes ou le chemin de croix du Diable, Fondation Jean-Jaurès, no 14, sept.-oct. 1999. Préface de Gilles Finchelstein.

### Réception critique
- Nicolas Carreau, sur Europe 1, évoque Il faut croire au printemps comme « un roman sur la vie dans la culpabilité, et ce rapport père/fils très beau au milieu de l’horreur. »  Quant à Patricia Martin, du Masque et la Plume, elle fait du roman son coup de coeur de l'émission du 4 juin 2023.
- À propos de Ceci est ma chair, Xavier Houssin évoque, dans Le Monde des livres[7], un roman « furieusement swiftien », tandis que Bernard Quiriny, dans Lire, parle d'une « fable rabelaisienne provocante ».
- Christophe Claro, dans Le Monde des livres du 22 mars 2019, écrit à propos de Mado : « Le romancier peut se contenter de n’éclairer que le visible en recourant à des phrases aussi généreuses qu’un néon neuf – on lit alors son livre avec le même entrain qu’on met à aligner de la pâte dentifrice sur une brosse à dents, et très vite on recrache. Heureusement, certains écrivains préfèrent élire demeure dans les plis, la pénombre, et œuvrer à la confection d’impressions sismiques grâce auxquelles nous éprouvons, même au sein de l’ordinaire, la secousse de l’inédit. Pour Mado, Marc Villemain se livre avec subtilité à l’archéologie d’un trouble qui aurait pu, traité par d’autres, se déliter en bluette. Mais d’une simple liaison entre deux adolescentes, il a su faire un récit charnel où c’est sa phrase et pas seulement ce qu’elle expose qui trouble[8]. » Mado est également le coup de cœur de Patricia Martin dans l'émission Le Masque et la Plume du 16 juin 2019 : « Ce type a un don extraordinaire, toujours sur le fil, de se mettre dans la peau de très jeunes filles qui découvrent leur sensualité. » Dans la chronique qu'elle donne à RCJ, Josyane Savigneau parle quant à elle d'une Mado « inoubliable ».
- Dans « Marc Villemain, tendre violence »[9], portrait qu'il lui consacre dans Le Monde des Livres du 16 novembre 2017, Xavier Houssin écrit : « Marc Villemain est un de ces "enfants vieillis" dont parle Lewis Carroll, de ceux qui continuent à craindre de se coucher le soir. »
- À propos du recueil Il y avait des rivières infranchissables, Astrid de Larminat, dans Le Figaro littéraire du 30 novembre 2017, écrit : « La vieille pudeur masculine... c’est l’une des "rivières infranchissables" qu’évoque le titre du recueil de Marc Villemain, quarante-neuf ans, auteur discret, amoureux des teintes tendres de la province, qui a l’art de faire chatoyer et rendre leur jus de nostalgie aux scènes de la vie quotidienne. Sans doute ses personnages ne sont-ils pas emblématiques d’un éternel masculin, ils sont marqués du sceau des rêveurs qui souffrent de l’inadéquation entre la poésie qu’ils sentent en eux, en elles, entre eux, et les mots et les gestes par lesquels ils voudraient l’exprimer[10]. »
- La revue Chiendents[11] consacre son numéro 49 (juin 2014) à Marc Villemain[12].
- De Et je dirai au monde toute la haine qu'il m'inspire, Astrid de Larminat, dans Le Figaro littéraire, écrit que c'est « une charge magnifiquement écrite contre l'idéalisme humanitaire et l'optimisme brouillon d'une certaine jeunesse. » Le roman fait également l'objet, avec Dondog d'Antoine Volodine et Warax de Pavel Hak, d'un essai de Christian Guay-Poliquin : Au-delà de la fin. Mémoire et survie du politique, Les Presses de l’université du Québec, 2014.
- Dans un article intitulé « Nous vieillirons le poing levé », Xavier Houssin écrit : « Villemain n’est pas un auteur pour les "gueules délicates" que raille Paul Valet dans Solstices terrassés (Mai hors saison, 1983). Mais son expressionnisme emporté recouvre une attention particulière à la fragilité des êtres. Chez lui, le grotesque masque le tragique. Le ricanement assourdit les soupirs douloureux. De l’homme politique déchu et amer de Et je dirai au monde toute la haine qu’il m’inspire (Maren Sell, 2006) aux onze cadavres en ribambelle de ses nouvelles cyniques, Et que morts s’ensuivent (Seuil, 2009), c’est tout une humanité abattue qu’on retrouve[13]. »
- À propos de Le Pourceau le Diable et la Putain, Camille Thomine écrit, dans Le Magazine Littéraire (n° 510, juillet/août 2011) : « Car tel est bien aussi ce qu'incarne ce vieux conteur désabusé : par-delà le lynchage exutoire et (faussement) facile, la tentation brûlante et communicative d'envoyer au diable l'esprit de sérieux, les bons sentiments, l'humanisme complaisant et le prétendu volontarisme contemporains. À l'horizon de ce vade-mecum cynique qu'est Le Pourceau, le Diable et la Putain, il vous vient des envies de clamer haut et fort : vivons haineux en attendant la mort ! » Quant à l'écrivain Romain Verger, il y voit « un pamphlet d'un humour vitriolé qui n'hésite pas à brocarder ce que d'aucuns estiment relever de territoires intouchables[14]. »